# SAT (ispit)
 (engl.  — „test školskih sposobnosti”) je standardizovani test koji se široko koristi za upis na fakultete u Sjedinjenim Državama. Od svog debija 1926. godine, njegovo ime i bodovanje su se menjali nekoliko puta. Tokom većeg dela svoje istorije, zvao se Test školskih sposobnosti i imao je dve komponente, verbalnu i matematičku, od kojih je svaka bila ocenjena u rasponu od 200 do 800. Kasnije je nazvan Test školskog ocenjivanja, zatim SAT I: Test rasuđivanja, zatim SAT Test rasuđivanja, te jednostavno SAT.
SAT je u potpunom vlasništvu, razvijen i objavljen od strane Odbora koledža, privatne, neprofitne organizacije u Sjedinjenim Državama. U ime Odbora koledža njime upravlja Služba za obrazovno testiranje, koja je sve do redizajna SAT-a 2016. godine razvijala test i takođe održavala repozitorijum stavki (pitanja za test). Test je namenjen proceni spremnosti učenika za fakultet. Prvobitno dizajniran da ne bude usklađen sa srednjoškolskim nastavnim planovima i programima, napravljeno je nekoliko prilagođavanja za verziju SAT-a uvedenu 2016. Predsednik Odbora koledža Dejvid Kolman napomenuo je da želi da test bolje odražava ono što učenici uče u srednjoj školi sa novim standardima zajedničkog jezgra, koje su usvojili Distrikt Kolumbija i mnoge savezne države.
Počevši od školske 2015–16. godine, Odbor koledža je počeo da radi sa Kan akademijom kako bi obezbedio besplatnu pripremu za SAT. Odbor koledža je 19. januara 2021. najavio ukidanje opcionog dela eseja, kao i njegovih SAT predmeta, nakon juna 2021. godine. U januaru 2022, Odbor koledža je najavio da će test preći sa papira i olovke na digitalni format. Ova promena se dogodila u martu 2023. za međunarodne ispitanike i 9. marta 2024. u SAD.
Iako je urađena znatna količina istraživanja o SAT-u, ostaju mnoga pitanja i zablude. Osim upisa na fakultete, SAT se takođe koristi od strane istraživača koji proučavaju ljudsku inteligenciju uopšte i posebno intelektualnu prezrelost, i neki poslodavci u procesu zapošljavanja.

## Literatura
- Coyle, T.; Snyder, A.; Pillow, D.; Kochunov, P. (2011). „SAT predicts GPA better for high ability subjects: Implications for Spearman's Law of Diminishing Returns”. Personality and Individual Differences. 50 (4): 470—74. PMC 3090148 . PMID 21562615. doi:10.1016/j.paid.2010.11.009.
- Gladwell, Malcolm (17. 12. 2001). „Examined Life: What Stanley H. Kaplan taught us about the S.A.T.”. The New Yorker.
- Gould, Stephen Jay (1996). The Mismeasure of Man (Rev/Expd изд.). W.W. Norton & Company. ISBN 978-0-393-31425-0.
- Hoffman, Banesh (1962). The Tyranny of Testing. Orig. pub. Collier. ISBN 978-0-486-43091-1. (and others)
- Hubin, David R. (1988). The Scholastic Aptitude Test: Its Development and Introduction, 1900–1948. Ph.D. dissertation in American History at the University of Oregon. Архивирано из оригинала 11. 10. 2016. г.
- Kang, Jay Caspian (9. 9. 2021). „Why SAT Test Prep Doesn't Help Who You Might Think It Helps”. The New York Times. Приступљено 5. 1. 2022.
- Owen, David (1999). None of the Above: The Truth Behind the SATs (Revised изд.). Rowman & Littlefield. ISBN 978-0-8476-9507-2.
- Sacks, Peter (2001). Standardized Minds: The High Price of America's Testing Culture and What We Can Do to Change It. Perseus. ISBN 978-0-7382-0433-8.
- Zwick, Rebecca (2002). Fair Game? The Use of Standardized Admissions Tests in Higher Education. Falmer. ISBN 978-0-415-92560-0.

## Spoljašnje veze
- Zvanični veb-sajt
- „How the SAT is Structured”. College Board. Архивирано из оригинала 6. 3. 2024. г. Приступљено 10. 3. 2024.
- Goldberg, Emma (2020-09-27). „Put Down Your No. 2 Pencils. But Not Your Face Mask.”. The New York Times (на језику: енглески). ISSN 0362-4331. Архивирано из оригинала 2020-12-04. г. Приступљено 2020-12-04.
- „Fees And Costs”. The College Board. Архивирано из оригинала 10. 10. 2014. г. Приступљено 13. 10. 2014.